# فرودگاه کاراد
فرودگاه کاراد (به انگلیسی: Karad Airport) یک فرودگاه همگانی است که یک باند فرود سنگفرش دارد و طول باند آن ۱۲۸۰ متر است. این فرودگاه در شهر کاراد کشور هند قرار دارد و در ارتفاع ۵۷۶ متری از سطح دریا واقع شده است.